# Зачачьевское сельское поселение
Зачачьевское сельское поселение или муниципальное образование «Зачачьевское» — упразднённое муниципальное образование со статусом сельского поселения в Холмогорском муниципальном районе Архангельской области России.
Соответствует административно-территориальной единице в Холмогорском районе — Зачачьевскому сельсовету.
Административный центр находился в деревне Заболотье

## География
Сельское поселение находилось на юге Холмогорского района, на левом берегу Северной Двины. На юге граничило с Виноградовским районом. Крупнейшие реки — Большая Чача, Малая Чача, Ракова, Ендюга, Варека, Ревна, Ныколка. Крупнейшие озёра — Чачозеро, Прилуцкое, Шулеское, Шидозеро.

## История
Муниципальное образование было образовано в 2004 году.
Законом Архангельской области от 28 мая 2015 года № 290-17-ОЗ, были преобразованы, путём их объединения, муниципальные образования «Селецкое», «Зачачьевское» и «Емецкое» в сельское поселение «Емецкое» с административным центром в селе Емецк.
Ранее эти земли входили в Двинской уезд, Холмогорский уезд, Емецкий уезд, Архангельский уезд и Емецкий район.

## Население
| 2010 | 2011  | 2012  | 2013  | 2014  | 2015  |
| ---- | ----- | ----- | ----- | ----- | ----- |
| 1310 | ↘1307 | ↘1258 | ↘1243 | ↘1190 | ↘1170 |

## Состав поселения
В состав сельского поселения входят:
| - Беличи - Бельково - Большое Село - Бор-Больница - Бызовы - Верхняя Горка - Волость - Гора - Горка-Рудаковская - Демидовы | - Ендюга - Заболотье - Заборье - Заборье - Заборье - Задворье - Заполье - Заполье - Зачачье - Карчево | - Кашевариха - Кельи - Короткие - Коскошина - Красный Яр - Крюк - Кузнечиха - Кулига - Макары - Малое Село | - Надозеро - Нижняя Горка - Низ - Новая - Орлово - Погост - Погост - Подлесье - Подсосанье - Понизовье | - Почтовое - Россохи - Семёновы - Таратины - Фатеевы - Фомины - Часовня - Чащевка - Чухча - Шидозеро - Шильцево |  |

### Законодательство
- Областной закон «О статусе и границах территорий муниципальных образований в Архангельской области» (текущая редакция от 15.02.2010, возможность просмотра всех промежуточных редакций), (первоначальная редакция от 2004 года)

### История
- Археологические стоянки (Холмогорский район)
- Подчинённые пункты Зачачьевского сельсовета Емецкого района // Справочник административного деления Архангельской области в 1939—1945 годах
- Подчинённые пункты Звозо-Ныкольского сельсовета Емецкого района // Справочник административного деления Архангельской области в 1939—1945 годах
- Подчинённые пункты Меландовского сельсовета Емецкого района // Справочник административного деления Архангельской области в 1939—1945 годах

### Карты
- Зачачьевское поселение на Wikimapia
- [mapp38.narod.ru/map1/index13.html Топографическая карта P-38-13,14. Двинской]
- [mapp38.narod.ru/map1/index25.html Топографическая карта P-38-25,26. Усть-Ваеньга]
- [web.archive.org/web/20100223225813/mapp37.narod.ru/map1/index023.html Топографическая карта P-37-23,24. Емецк (туристская)]
- Топографическая карта P-37-35,36. Усть-Мехреньга